# 高春肖

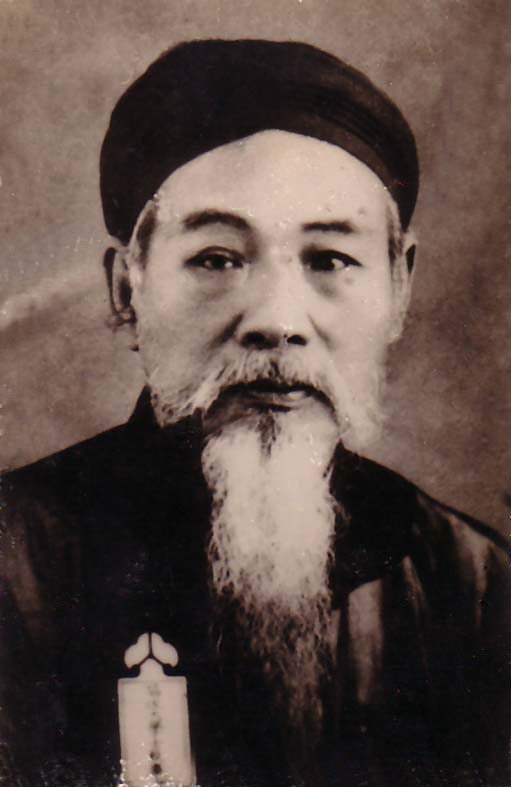
高春肖

高春肖（越南语：／，1866年—1939年7月22日），越南阮朝官員。

## 生平
高春肖是乂安省演州府東城縣高舍總高舍社盛美村（今屬乂安省演州縣演盛社）人，嗣德十九年（1866年）出生，父親是東閣大學士高春育。成泰三年（1891年），高春肖參加乂安場鄉試，考中舉人。後任演州教授。成泰七年（1895年），高春肖會試中格，庭試考中副榜。後任承天府丞。成泰十四年（1902年），改任廣南布政使，後改河靜布政使。維新元年（1907年），改任平定布政使。維新三年（1909年），升戶部參知。維新九年（1915年），改任禮部參知。啟定二年（1917年），升禮部尚書銜，充國史館纂修。啟定七年（1922年），高春肖升協佐大學士銜致事。
保大十四年六月六日（1939年7月22日），高春肖在家去世，壽七十四歲。

## 家庭
高春肖妻妾共5人，生育7子16女。

### 妻妾
- 阮氏詠（Nguyễn Thị Vịnh；1864年－1949年），嗣德八年乂安場解元阮忠貫之女，生2子7女。
- 阮氏芳（Nguyễn Thị Phương），生1子1女。
- 尊女氏萊（Tôn Nữ Thị Lài），兵部尚書尊室潫之女，生1子3女。
- 阮氏恩（Nguyễn Thị Ân），生2子2女。
- 阮氏游（Nguyễn Thị Du），生1子3女。

### 子女
- 義子高春邁（Cao Xuân Mại；1890年－？），養母阮氏詠，早期高春肖和阮氏一直不育，收養了這個義子，後在東游運動時離開越南，后在中国失蹤。
- 長子高春早（1892年－1935年），母阮氏詠，維新六年舉人，官至侍郎，娶扶光郡王尊室訢之女尊女氏柔（1896年－1988年）為妻。
- 次子高春效（Cao Xuân Hiệu），母阮氏芳，早卒
- 三子高春徽（Cao Xuân Huy；1900年－1983年），母阮氏恩，越南漢學、哲學教授
- 四子高春敦（Cao Xuân Đôn；1901年－1940年），母尊女氏萊，翰林院著作
- 五子高春由（Cao Xuân Do；1911年－1993年），母阮氏恩，阮朝和南越邮政官员
- 六子高春滕（Cao Xuân Đằng；1920年－1980年），母阮氏游，海关官员，妻子阮氏玉蕊（Nguyễn Thị Ngọc Nhụy；1923年－1997年）是尚书阮繥之女
- 長女高氏柔（Cao Thị Nhu；1892年－1955年），母阮氏詠，嫁丁儒堪（Đinh Nho Kham；？－1934年），丁儒光之子
- 女高氏明（Cao Thị Minh；1893年－1969年），母阮氏芳，嫁阮慶全（Nguyễn Khánh Toàn；？－1955年），阮慶全曾因參加東游運動而被流放老撾
- 女高氏媛（Cao Thị Viện；1893年－1934年），母阮氏詠，嫁陳慶雲（Trần Khánh Vân；1892年－1954年），陳慶洊之孫、陳慶湧之子
- 四女高氏安（Cao Thị Yên；1894年－？），母尊女氏萊，嫁胡得魁（Hồ Đắc Khôi）
- 五女高氏珍（Cao Thị Trân；1898年－1981年），母阮氏詠，嫁太平布政使段廷芝（1894年－1965年），机密院大臣宁浪男段廷𧀲之子
- 女高氏深（Cao Thị Thâm；1900年－1956年），母阮氏詠，嫁清化布政使潘輝松，越南歷史學家潘輝梨之母
- 女高氏化（Cao Thị Hóa；1900年－1973年），母尊女氏萊，嫁舉人、農貢知縣、宣化知縣阮禩（1890年－1930年）
- 八女高氏講（Cao Thị Giảng；1901年－1963年），母阮氏詠，嫁參佐徐步沚（Từ Bộ Chỉ；1897年－1973年），尚書徐涉之子
- 九女高氏九（Cao Thị Chín；1903年－1957年），母尊女氏萊，嫁高辉方（Cao Huy Phương；1904年－1968年）
- 十女高氏潔（Cao Thị Khiết；1904年－1971年），母阮氏詠，嫁朱孟槐（Chu Mạnh Khôi；1902年－1970年），按察使朱孟楨之子
- 十一女高氏嬙（Cao Thị Tường；？年－1918年），母阮氏詠，早卒
- 十二女高氏惠（Cao Thị Huệ；1910年－1995年），母阮氏游，嫁張叔班（Trương Thúc Ban；1906年－1972年），副榜張中通之子
- 十三女高氏熒（Cao Thị Huỳnh；1915年－？），母阮氏恩，嫁黎文喻（Lê Văn Dzụ）
- 十四女高氏居（Cao Thị Cư；1917年－2012年），母阮氏恩，嫁阮文部（Nguyễn Văn Bộ）
- 十五女高氏泰（Cao Thị Thái；1919年－1950年），母阮氏游，嫁高德劻（Cao Đức Khuông；1918年－？）
- 十六女高氏富（Cao Thị Phú；1919年－1968年），母阮氏游，嫁裴文紅（Bùi Văn Hường；1920年－1988年）